# Маронитская хроника
Маронитская хроника — сохранившаяся во фрагментах анонимная всемирная хроника на сирийском языке; названа так из-за вероисповедания её автора, который, вероятно, был маронитом; ценный источник по истории Арабского халифата 660-х годов.
«Маронитская хроника» сохранилась в единственной сильно повреждённой рукописи VIII—IX веков. Её меньшая часть — одна тетрадь, содержащая начало сохранившегося текста хроники — находится в Российской национальной библиотеке в Санкт-Петербурге. Бо́льшая часть «Маронитской хроники» (тринадцать тетрадей) сохранилась в кодексе, хранящемся в Британской библиотеке в Лондоне (номер в каталоге библиотеки — British Library Additional 17.216).
Первоначально в «Маронитской хронике» описывались события от Сотворения мира. Однако в настоящее время начало и середина хроники утеряны. Сохранились фрагменты от эпохи Александра Македонского до конца IV века и от 658 до 664 или 666 года.
Ранее выдвигались предположения, что автором «Маронитской хроники» мог быть или Кайс аль-Маруни или Феофил Эдесский, но ни одно из этих мнений не нашло широкой поддержки. В настоящее время считается, что «Маронитская хроника» была создана анонимным автором и завершена вскоре после последних описанных в ней событий. Такой вывод делается на основании свидетельства её автора, что с 664 года и до его времени место составления хроники не подвергалось нападениям арабов. Об этом же свидетельствует и точное указание в хронике дней недели для определённых дат. Возможно, последняя часть «Маронитской хроники» писалась сразу же после того, как о событии становилось известно её автору.
Скорее всего, создатель хроники был маронитом, так как он с похвалой описывал победы его единоверцев в богословских диспутах над другими сирийскими христианами (например, в 659 году над яковитами). Его сочувствие византийцам при описании сражений тех с арабами Абд аль-Рахмана ибн Халида в Малой Азии свидетельствует, что хроника была создана ранее 680 года, когда из-за постановлений Трулльского собора марониты прекратили евхаристическое общение с провизантийскими мелькитами. Также автор превозносил значение локальных побед византийских войск, только кратко сообщая о намного более успешных действиях арабов в то время. В описании межарабских войн с бо́льшим предпочтением описываются деяния Муавии ибн Абу Суфьяна, чем Али ибн Абу Талиба.
Вероятно, автор «Маронитской хроники» использовал в работе более ранние исторические сочинения: «Хронику» Евсевия Кесарийского, «Церковную историю» и «Собрание еретических басен» Феодорита Кирского.
«Маронитская хроника» — ценный нарративный источник по истории Арабского халифата 660-х годов. Это единственная сирийскоязычная хроника о событиях 660—664/666 годов. В «Маронитской хронике» находятся сведения, отсутствующие в других известных источниках. В ней единственной упоминается об изготовлении по приказу Муавии золотых и серебряных монет в византийском стиле, что археологически достоверно было подтверждено только в XX веке. Здесь же описывается и правовой статус сирийских христиан (зимми) и выплата ими специального налога (джизьи). «Маронитская хроника» — наиболее ранний христианский источник, упоминающий такбир: «Аллах — велик!».
Издания хроники:
- на сирийском языке: Brooks E.-W. Chronica Minora II. — Corpus Scriptorum Christianorum Orientalium[англ.]. Volume 4. — Paris, 1904. — P. 43—74.
- на английском языке: The Seventh Century in the West Syrian Chronicles / Palmer A. — Liverpool: Liverpool University Press, 1993. — P. 29—35.